# Michelle Alexander

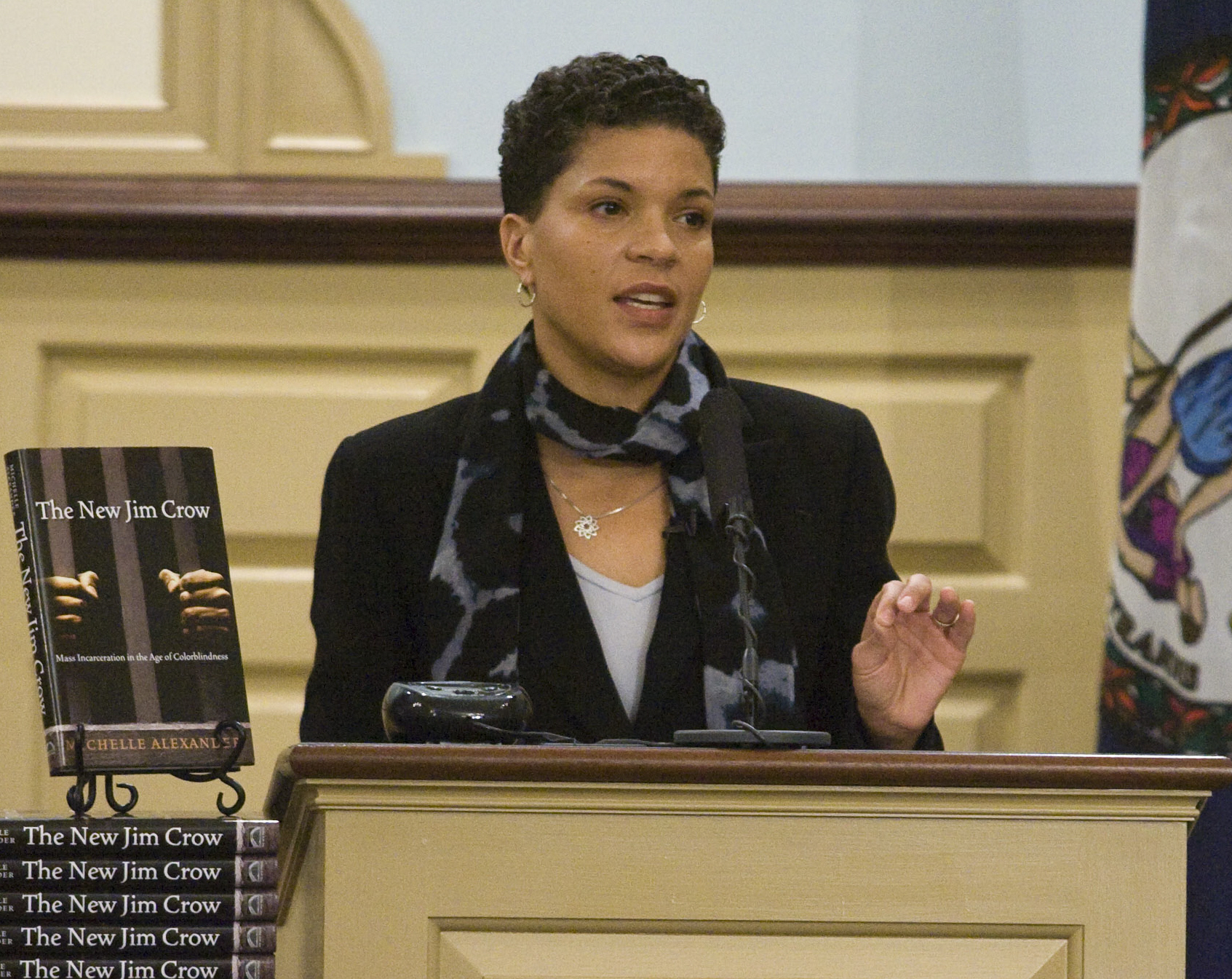
Michelle Alexander bei einer Veranstaltung im Miller Center of Public Affairs der University of Virginia, 2011

Michelle Alexander (* 7. Oktober 1967 in Stelle, Illinois) ist eine US-amerikanische Juristin, Bürgerrechtlerin und Hochschullehrerin. Sie befasst sich vor allem mit Rassismus im US-amerikanischen Justizsystem und Alltag. Ihr 2010 veröffentlichtes Buch The New Jim Crow wurde zum Bestseller in den USA.

## Leben
Michelle Alexander ist die Tochter von John Alexander und Sandra Alexander, die in der Leitung der ComNet Marketing Group in Medford im Bereich Spendenmarketing tätig war. Ihre jüngere Schwester Leslie M. Alexander ist Professorin für afroamerikanische Studien an der Ohio State University.
Michelle Alexander besuchte die Stanford Law School und die Vanderbilt University. Sie war mehrere Jahre lang Leiterin des Racial Justice Project der American Civil Liberties Union (ACLU) in Nordkalifornien, das eine landesweite Kampagne gegen behördliches Racial Profiling anführte. Sie leitete die Civil Rights Clinic an der Stanford University Law School und arbeitete für den Richter Harry A. Blackmun am Supreme Court sowie für Abner J. Mikva, den Vorsitzenden des United States Court of Appeals für den District of Columbia. Als Anwältin der Kanzlei Saperstein, Goldstein, Demchak & Baller spezialisierte sie sich auf die Beratung von Klägern in Sammelklagen wegen Rassen- oder Geschlechterdiskriminierung.
Alexander ist als Dozentin am Kirwan Institute for the Study of Race and Ethnicity und am Moritz College of Law der Ohio State University tätig. Sie erhielt 2005 die Soros Justice Fellowship des Open Society Institute. 2016 wurde sie mit einem Heinz Award ausgezeichnet.
Ihr Buch 2010 veröffentlichtes Buch The New Jim Crow wurde zum Bestseller und löste eine breite öffentliche Debatte aus.
Michelle Alexander heiratete 2002 den Anwalt Carter Mitchell Stewart. Stewart wurde später Staatsanwalt und sprach sich öffentlich gegen die Thesen seiner Ehefrau zum US-Justizsystem aus.

## The New Jim Crow
In ihrem Buch The New Jim Crow. Mass Incarceration in the Age of Colorblindness von 2010 vertritt sie die These, dass nach den Erfolgen der Bürgerrechtsbewegung der 1960er Jahre in den USA heute wieder eine systematische Rassendiskriminierung mit verheerenden sozialen Folgen vorherrscht, insbesondere durch den „War on Drugs“ (Krieg gegen Drogen) und andere Maßnahmen von Polizei, Justiz, Gefängnissystem und Politik. Ihr Buch konzentriert sich auf die massenhafte Inhaftierung afroamerikanischer Männer und männlicher Jugendlicher und den Ausschluss auch von Ex-Sträflingen vom politischen und sozialen Leben. Sie sieht diese Behandlung der Afroamerikaner als System rassistischer Herrschaft an und vergleicht sie mit den Jim-Crow-Gesetzen der Rassentrennung im 19. und 20. Jahrhundert. Alexander schreibt, dass Rasse eine wichtige, wenn nicht die wichtigste Rolle im jetzigen System spiele, aber nicht im Sinne des altbekannten feindseligen Fanatismus. Das Herrschaftssystem sei vielmehr von Rassen-Indifferenz geprägt (von ihr als Mangel an Mitgefühl für Gruppen anderer Rasse definiert), ein Zug, den das System mit den Vorgängern Sklaverei und Rassentrennung teile. Zur Überwindung des neuen Rassismus reichen Alexander zufolge kleinere Reformen des Polizei- und Justizsystems nicht mehr aus. Vielmehr sei eine neue Bürgerrechtsbewegung gegen den „War on Drugs“ erforderlich.
Die Bundeszentrale für politische Bildung hat das Werk 2017 in seine Schriftenreihe zu den USA aufgenommen, da es die systematische Diskriminierung aufgrund der Hautfarbe thematisiert und so auch im Unterricht als Diskussionsgrundlage zum Thema Rassismus eingesetzt werden kann.

## Politische Einstellungen
Im Oktober 2024 gehörte Alexander zu den Unterzeichnern eines Aufrufs zum Boykott israelischer Kulturinstitutionen, „die an der überwältigenden Unterdrückung der Palästinenser mitschuldig sind oder diese stillschweigend beobachtet haben“.

## Schriften
- The New Jim Crow. Mass Incarceration in the Age of Colorblindness. The New Press, New York 2010, ISBN 978-1-59558-643-8.
  - The new Jim Crow. Masseninhaftierung und Rassismus in den USA. Aus dem Englischen von Gabriele Gockel und Thomas Wollermann, Verlag Antje Kunstmann, München 2016, ISBN 978-3-95614-128-7.
- The New Jim Crow: Mass Incarceration in the Age of Colorblindness (Neuauflage zum zehnten Jubiläum, mit neuem Vorwort), Ingram Publishers Services 2020, ISBN 978-1-62097-545-9